# The Waterboys
Pour les articles homonymes, voir Waterboy (homonymie).

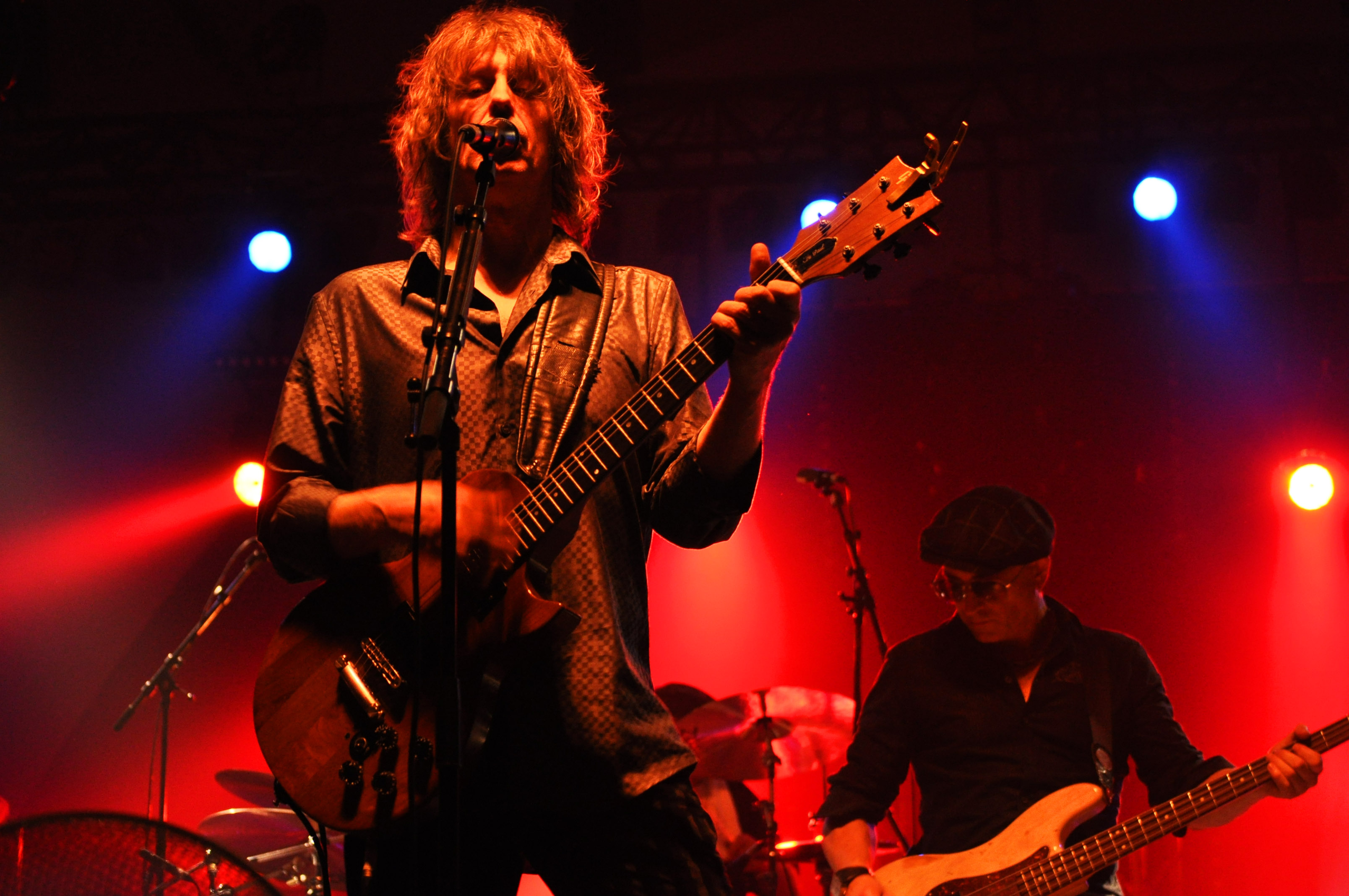
The Waterboys à Lorient en 2011.

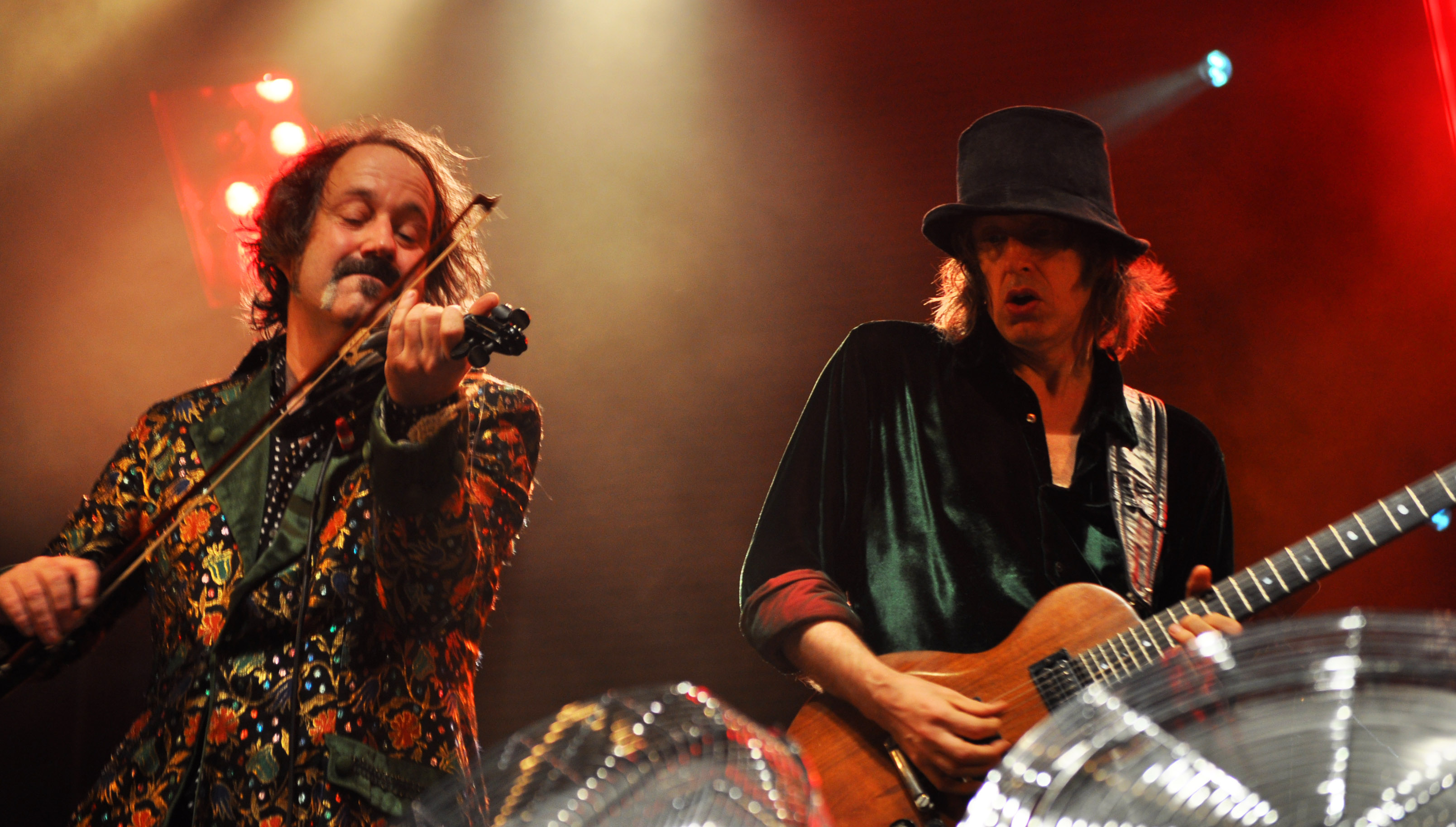
The Waterboys à Paimpol en 2011.

The Waterboys est un groupe de musique britannique créé en 1983 par Mike Scott.
Les membres du groupe, passés et présents, sont essentiellement écossais et irlandais. Le groupe voyagea et élut domicile dans différentes villes telles que Londres, Dublin, An Spidéal, New York et Findhorn. Le groupe a abordé différents styles musicaux durant son existence, mais la majeure partie de sa musique peut être décrite comme un mélange de musique folk celtique et de rock 'n' roll, ou folk rock.
Après dix années d'enregistrements et de tournées, la formation musicale se sépara en 1993 et M. Scott poursuivit une carrière solo. Le groupe se reforma en 2000, et reprit albums et concerts. Le leader du groupe souligna lui-même une continuité entre le groupe The Waterboys et son travail personnel, en affirmant : « pour moi, il n'y a pas de différence entre Mike Scott et The Waterboys ; ils signifient tous deux la même chose. Ils sont à la fois moi-même et ceux qui m'accompagnent durant mes tournées musicales ».
D'un point de vue de leur style musical, la musique du groupe reçut à ses débuts le qualificatif de The Big Music, titre d'un des morceaux de leur second album, A Pagan Place. Ce style musical fut décrit par Scott comme « une métaphore pour voir la signature de Dieu dans le monde ». Le groupe a influencé ou fut cité comme référence par de nombreux groupes, dont Simple Minds, The Alarm, In Tua Nua, Big Country, les Hothouse Flowers et le World Party, groupe fondé par des membres fondateurs des Waterboys. Vers la fin des années 1980, le groupe subit des influences plus folk. Le groupe retourna vers un son plus rock'n'roll, et réalisa après leur formation des albums aux influences à la fois folk et rock. Leurs chansons, pour une large partie d'entre elles écrites par Scott, contiennent de manière récurrente des références littéraires et sont fréquemment empreintes de spiritualité. Le groupe et ses membres dans leur carrière solo reçurent un accueil chaleureux de la part des critiques folk et rock, bien que le groupe n'atteignit jamais le succès que rencontra certains de ses membres dans leur carrière solo. En dehors des musiciens de World Party, le groupe a également influencé de nombreux musiciens tels que Colin Meloy de The Decemberists, Grant Nicholas du groupe Feeder et Miles Hunt de The Wonder Stuff ; Bono et The Edge de U2 ont par ailleurs déclaré être fans du groupe.
En France, le chanteur Cali évoque très fréquemment l'influence décisive qu'a eu ce groupe sur lui. Steve Wickham intervient sur la chanson La Fin du monde pour dans 10 minutes sur l'album Menteur et a fait sa première partie à l'Olympia en novembre 2005. Cali a collaboré ensuite avec Mike Scott sur son album L'Espoir en 2008, Scott coécrivant la chanson Pas la guerre et composant et coécrivant le titre List of Lies.

## Membres du groupe

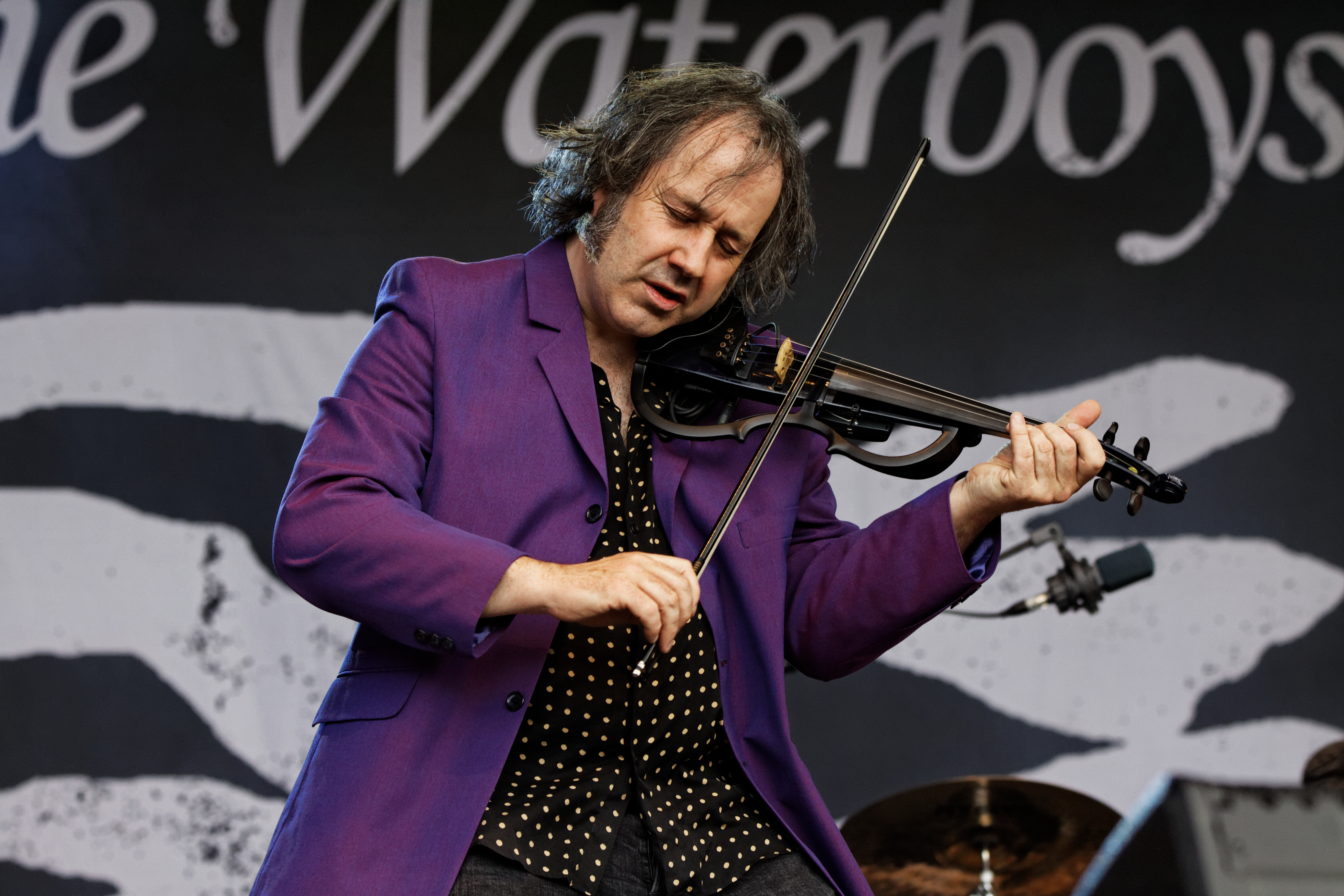
Steve Wickham, ici lors du festival du Bout du Monde 2012, a joué un rôle important au sein du groupe.

Plus de trente musiciens ont joué pour le groupe des Waterboys. Certains sont restés au sein du groupe peu de temps, n'intervenant que sur une tournée ou un album, tandis que d'autres ont été membre du groupe sur un plus long terme, avec des contributions significatives. Scott a été le chanteur, l'énergie, le créateur et le principal compositeur durant toute l'histoire du groupe, mais un certain nombre d'autres musiciens sont étroitement liés à l'histoire du groupe.
Anthony Thistlethwaite était un membre du groupe d'origine, lors de sa formation, et restera au sein de la formation jusqu'à l'année de séparation du groupe en 1991, même s'il interviendra de manière ponctuelle plus tard, pour l'enregistrement de l'album A Rock in the Weary Land. Avec Scott et Wickham, autre membre important du groupe, il est l'un des compositeurs ayant écrit le plus de chansons pour le groupe. Son saxophone, qu'on entend régulièrement dans des solos, constitue l'une des deux parties importantes de la section cuivre du groupe. On peut cependant aussi le voir à la guitare, au clavier, et nombre d'autres instruments. Il pressa le groupe à prendre une voie plus rock après Room to Roam, et n'apparaîtra pas sur l'album suivant, du fait de cette position. Il est aujourd'hui membre du groupe The Saw Doctors, et a composé trois albums.

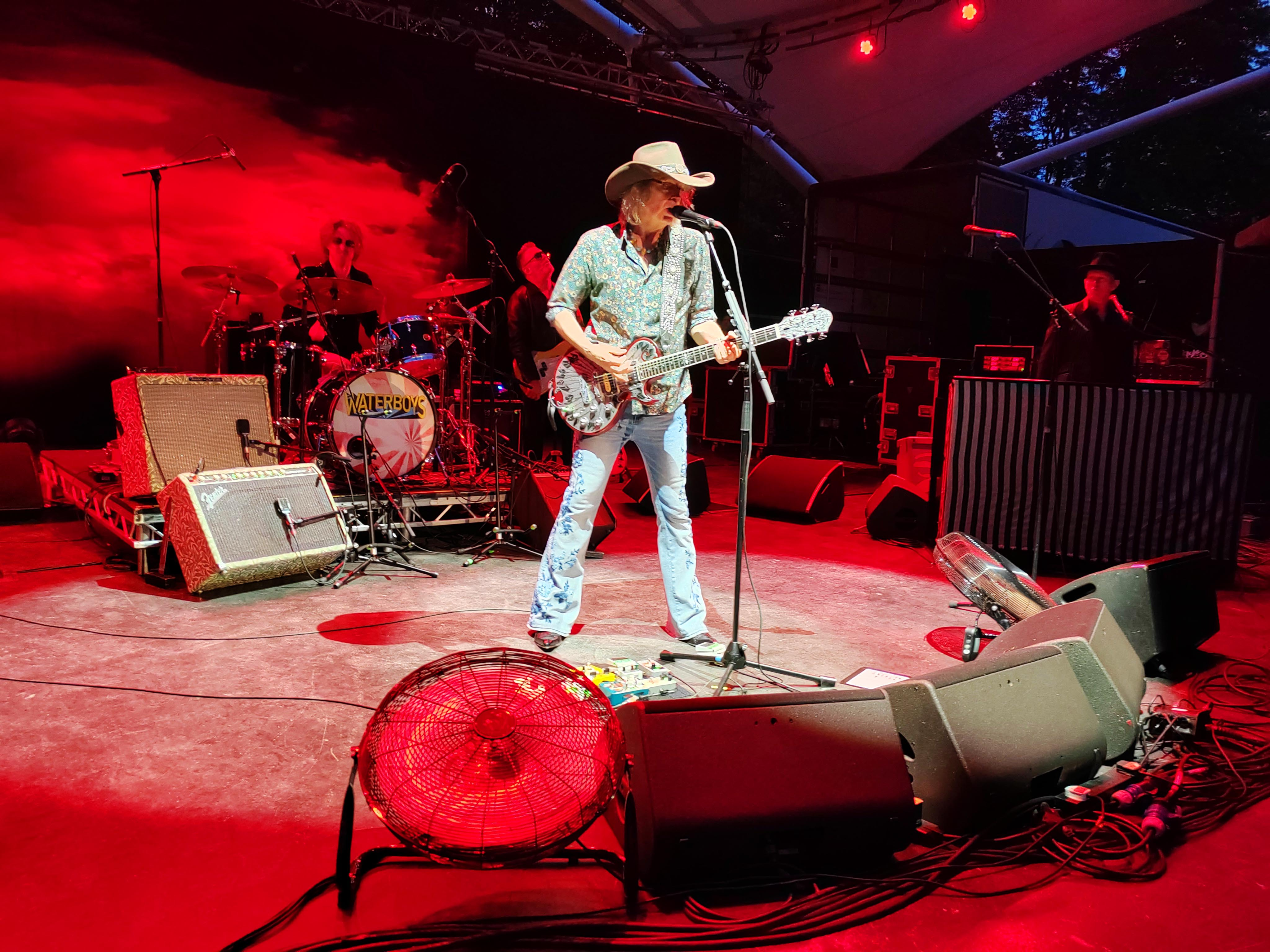
The Waterboys, le 18 mai 2024 à Den Haag.

Kevin Wilkinson, un autre membre fondateur du groupe, fut le batteur de la formation de 1983 à 1984, et joua ensuite pour le groupe pour quelques sessions studio. Sa dernière apparition remonte à l'album A Rock in the Weary Land. Il dirigea la section rythmique du groupe pendant la période Big Music, parfois sans l'aide de quelconque basse. Scott décrit sa façon de jouer « brillante et rigide, un son inusuel ».

## Discographie
The Waterboys ont à leur actif plusieurs albums et singles. Les réalisations du groupe ont reçu un bon accueil des critiques, bien que leur premiers opus ont eu un succès commercial moins grand que leurs contemporains. En termes de classement dans les charts, le plus grand succès du groupe fut la réédition en 1991 de leur single « The Whole of the Moon », qui atteint la troisième place au Royaume-Uni et reçu le Ivor Novello Award. Fisherman's Blues fut leur plus grosse vente en tant qu'album studio, se classant treizième des charts anglais à sa sortie en 1988. Le plus haut classement pour un album, compilation et album studios confondus, est celui de la compilation The Best of the Waterboys 81–90, qui atteint la place de numéro deux dans les charts britanniques.

### Albums studio
- 1983 - The Waterboys
- 1984 - A Pagan Place
- 1985 - This Is the Sea
- 1988 - Fisherman's Blues
- 1990 - Room to Roam
- 1993 - Dream Harder
- 2000 - A Rock in the Weary Land
- 2003 - Universal Hall
- 2007 - Book of Lightning[13]
- 2011 - An Appointment with Mr. Yeats
- 2015 - Modern Blues
- 2017 - Out of All This Blue
- 2019 - Where the Action Is
- 2020 - Good Luck, Seeker
- 2022 - All Souls Hill
- 2025 - Life, Death and Dennis Hopper

### Compilations / Albums live
- 1991 - The Best of the Waterboys 81–90
- 1994 - The Secret Life of the Waterboys 81–85
- 1998 - The Live Adventures of the Waterboys
- 1998 - The Whole of the Moon: the Music of Mike Scott and the Waterboys
- 2001 - Too Close To Heaven: The Unreleased Fisherman's Blues Sessions
- 2005 - Karma to Burn (Album live enregistré en Grande-Bretagne et en Irlande entre 10/2003 et 11/2004)
- 2011 - In a Special Place (The Piano Demos for This Is The Sea)
- 2013 - Fisherman's Box (The Complete Fisherman's Blues Sessions 1986-1988)
- 2024 - 1985 (Coffret 6CD 95 titres dont 64 inédits + l'album remastérisé This Is the Sea)